# Guerra civile in Afghanistan (1989-1992)
La fase della guerra civile afghana compresa tra il 1989 e il 1992 iniziò con il ritiro delle forze sovietiche dall'Afghanistan e si concluse con la presa di Kabul da parte dei guerriglieri islamici dei mujaheddin, portando al collasso il governo comunista afghano del PDPA.
Dopo il ritiro delle forze sovietiche dal territorio afghano gli Stati Uniti prevedevano che i mujaheddin prendessero il potere entro pochi mesi, tuttavia il governo afghano – che poteva contare su 1 500 carri armati, 900 mezzi blindati, 5 000 pezzi d'artiglieria, 130 aerei da guerra e 14 elicotteri da combattimento, oltre che l'appoggio di miliziani filo-governativi – riuscì a tenere a bada i mujaheddin ancora per i due anni successivi, anche grazie ai numerosi contributi economici e militari sovietici.

## Antefatti
Sul finire del 1986 l'allora presidente della Repubblica Democratica dell'Afghanistan Babrak Karmal rassegnò le dimissioni. Al suo posto gli succedette Mohammad Najibullah, ex capo della polizia segreta che come Karmal apparteneva alla fazione Parcham del Partito Democratico Popolare dell'Afghanistan ed era di etnia pashtun.
Nel 1987 su ordine di Najibullah fu varata una nuova costituzione con cui il paese abbandonò la denominazione di repubblica democratica divenendo semplicemente Repubblica dell'Afghanistan, la controversa riforma agraria fu sospesa e la retorica secondo cui era necessario svecchiare le usanze della popolazione rurale del paese, già ampiamente ridimensionata sotto Karmal, fu abbandonata del tutto.
Najibullah affermò in più occasioni che l'ideologia su cui si fondava il suo regime non era il comunismo bensì il socialismo islamico. Quando i sovietici si ritirarono dal paese nel 1989 ogni riferimento al socialismo da parte di Najibullah fu definitivamente abbandonato limitandosi a parlare di nazionalismo e della necessità di unire le varie etnie del Paese.
Il PDPA fu ribattezzato Hizb-i-wahdat (partito della nazione).
Nonostante i tentativi di riconciliazione coi mujaheddin, gli scontri tra questi e il governo di Naibullah continuarono fino alla caduta di Kabul del 1992 e il conseguente collasso del regime.

## La battaglia di Jalalabad
La battaglia di Jalalabad fu una delle più importanti di questa guerra nonché l'ultima vittoria significativa da parte delle forze comuniste.
Alcuni mujaheddin volevano sconfiggere i comunisti logorandoli con la guerriglia mentre i loro sostenitori, per motivi differenti, volevano una vittoria più convenzionale ognuno per i suoi motivi: Stati Uniti e Regno Unito volevano che la guerra finisse il prima possibile visto che i loro rifornimenti ai mujaheddin suscitavano malcontento tra la popolazione dei due paesi mentre Arabia Saudita e Pakistan volevano la creazione di uno Stato islamico nell'Afghanistan controllato dai mujaheddin con capitale provvisoria Jalalabad.
Così si assistette ad una delle poche battaglie in campo aperto del conflitto. I mujaheddin sostenuti da Usa e Pakistan riuscirono a conquistare il villaggio di Samarkhel e l'aeroporto di Jalalabad. Tuttavia i comunisti potevano contare su una netta superiorità aerea e su una straordinaria coordinazione delle loro truppe a differenza dei Mujaheddin che, divisi in fazioni rivali, erano riluttanti a collaborare. L'utilizzo di bombe a grappolo e una scarica di missili sparati da Kabul servirono a disperdere definitivamente i mujaheddin.
La battaglia durò dai primi di marzo fino alla fine di giugno del 1989.

## La caduta di Khost
La prima città a cadere nelle mani dei mujaheddin fu Khost, nell'est del Paese. Dopo un assedio durato undici anni, un gruppo di mujaheddin guidati da Jalaluddin Haqqani entrarono in città e la conquistarono nelle due settimane comprese tra il 14 e il 31 marzo del 1991.
Si pensa che uno dei motivi del successo dei mujaheddin fu il fatto che dopo il ritiro dell'Unione Sovietica rifornire le forze governative di stanza a Khost divenne troppo complicato e quando questi si trovarono privi di rifornimenti si arresero al nemico. Haqqani promise l'amnistia a tutti quei soldati governativi che si fossero arresi alle sue truppe, facendosi così notare per le sue abilità diplomatiche.

## L'indebolimento del governo

### Dissidenze interne
Oltre che all'opposizione dei Mujaheddin, l'allora presidente Mohammad Najibullah doveva fare i conti anche con l'opposizione interna al suo partito. Per tutta la sua esistenza il PDPA fu segnato da una spaccatura interna tra la fazione Khalq, più estremista e indipendente e la fazione Parcham, più moderata e vicina ai sovietici, di cui lo stesso Najibullah faceva parte.
Il 6 marzo 1990, il ministro della difesa Shahnawaz Tanai, esponente della fazione Khalq, tentò un colpo di Stato per sovvertire Najibullah, non concordando con la sua politica di riconciliazione con i mujaheddin. Il gople fallì, Tanai scappò in Pakistan e una forte repressione da parte di Najibullah arrivò di conseguenza. Najibullah ordinò di epurare l'esercito da tutti i sostenitori di Tanai. Negli scontri che ne seguirono diversi aeroporti vennero bombardati e 46 velivoli militari vennero danneggiati o distrutti. L'episodio spinse Najibullah ad assegnare cariche governative a suoi stretti alleati piuttosto che ad alti esponenti del partito accrescendo la spaccatura tra le due fazioni.

### La fine del supporto sovietico
Nell'agosto del 1991 Boris Yelstin divenne il nuovo leader dell'Unione Sovietica e annunciò che il suo Paese, attraversato da una profonda crisi interna, avrebbe cessato i rifornimenti al regime di Najibullah. A gennaio del 1992, l'aeronautica militare afghana che si era dimostrata fondamentale per la sopravvivenza del regime, non aveva più carburante per far volare i suoi aerei.
Con l'esercitò che tra il 1990 e il 1991 aveva visto disertare il 60% dei suoi effettivi, la sopravvivenza del regime fu affidata alle milizie filo-governative. Tuttavia il generale uzbeko Abdul Rashid Dostum, a capo di una milizia composta principalmente da uomini della medesima etnia, abbandonò il regime alleandosi coi mujaheddin guidati da Ahmad Shah Massoud.

## La caduta del regime
Dopo il collasso dell'Urss alla fine del 1991 il sogno di uno Stato comunista in Afghanistan si infranse e le stesse milizie filo-governative disertarono arricchendo le file dei mujaheddin o abbandonando il Paese. I guerriglieri islamici iniziarono la riconquista del Paese, Kunduz cadde nelle loro mani il 17 aprile, insieme a Shindand e tutta la provincia di Helmand. Il 20 aprile, Jalalabad, infine si arrese, seguita da Kandahar il 21, Gardez il 22 e, infine, con la presa di Kabul il 27 la guerra si concluse con la vittoria dei mujaheddin e il collasso del regime comunista.

## L'assedio di Kabul (15-23 aprile)
Il 14 aprile Ahmad Massoud conquistò la provincia di Parwan, subito a nord di Kabul dispiegando 20 000 guerriglieri a ridosso della capitale. A metà aprile la milizia guidata da Massoud, quella guidata da Dostum altre milizie minori presero il controllo della base aerea di Bagram, 70 kilometri a nord di Kabul.
Gulbuddin Hekmatyar, leader di una fazione di Mujaheddin rivale a quella di Massoud, prese nel frattempo il controllo delle zone a sud di Kabul. Disertori delle forze governative si unirono si alle truppe guidate da Massoud che a quelle di Hekmatyar offendo il loro supporto nel caso avessero deciso di attaccare la capitale.
Il 16 aprile Mohammad Najibullah fu costretto a dimettersi da quattro generali del suo stesso esercito che avviarono la transizione per un governo guidato dai Mujaheddin.
Il 17 aprile Abdul Rashid Dostum prese il controllo dell'aeroporto di Kabul mentre Hekmatyar avvicinò ulteriormente i suoi uomini alla città minacciando di attaccarla nel caso i tentativi di trasferire il potere ai mujaheddin fossero falliti. Poco dopo ufficiali governativi di etnia Pashtun (la stessa di Hekmatyar) permisero alle truppe di quest'ultimo di entrare nella capitale.

## La battaglia di Kabul (24-27 aprile)
Il 24 aprile 1992, Gulbuddin Hekmatyar e la sua milizia composta in prevalenza da Pashtun stavano per ottenere il controllo sulla capitale, il fatto spinse Ahmad Shah Massoud e Abdul Rashid Dostum (rispettivamente di etnia tagika ed uzbeka) a mandare le loro truppe in città per prevenire l'instaurazione di una dittatura di Hekmatyar.
Il 25 aprile Hekmatyar col supporto di alcuni ex-comunisti appartenuti alla fazione Khalq tentarono di prendere Kabul ma le milizie di Massoud e Dostum erano più forti e meglio organizzate e dopo intensi combattimenti costrinsero Hekmatyar a lasciare Kabul il 27 aprile. Nel frattempo le principali fazioni di Mujaheddin (tranne quella di Hekmatyar) stavano tenendo a Peshawar (in Pakistan) una conferenza dove venne deciso che Sibghatullah Mojaddedi (una guida religiosa) sarebbe stato il presidente ad interim dal 28 aprile al 28 giugno 1992. Burhanuddin Rabbani gli sarebbe succeduto fino al 28 ottobre dello stesso anno. Sempre nel 1992 una Shura avrebbe dovuto redigere una costituzione provvisorie nominare il governo che avrebbe guidato il paese per i 18 mesi successivi.
Mentre le truppe di Hekmatyar venivano respinte a sud di Kabul, quelle di Abdi al-Rasul Sayyaf, un altro leader Mujaheddin anch'egli di etnia Pashtun e ostile a Massoud, entrarono nella capitale. Già dal suo insediamento il 28 aprile 1992 il governo di Mojaddedi rimase paralizzato perché le rivalità tra le varie fazioni gli impedivano di governare.

## Le conseguenze
Per il resto di aprile fino a giugno del 1992 una guerra civile imperversò nel Paese tra almeno 5 fazioni di mujaheddin supportati da potenze straniere.
Prima della fine del 1992 in migliaia furono uccisi, mezzo milioni di residenti abbandonarono Kabul e la città (poco danneggiata dalla precedente guerra) venne in larga parte distrutta.
A novembre del 1994 una nuova milizia islamica composta in prevalenza da pashtun nota col nome di talebani entrò in scena conquistando buona parte del paese compresa la capitale Kabul nel settembre del 1996. Il clan degli Haqqani si alleò coi talebani mentre Hekmatyar lasciò il Paese. Rabbani, Massoud, Sayyaf e Dostum insieme ai leader di altre milizie minori ripiegarono nel nord del Paese dove contrastarono i talebani mediante l'Alleanza del Nord.
In seguito all'invasione statunitense del 2001 il regime dei talebani venne rovesciato e alcuni esponenti dell'Alleanza del Nord divennero le figure chiave del nuovo governo afghano. Fino al 2021 quando in seguito al ritiro delle truppe occidentali i talebani ripresero il controllo del Paese.